# Racismo en el fútbol profesional
El racismo en el fútbol profesional es el abuso verbal o gestual de jugadores, oficiales y aficionados debido al color de piel, nacionalidad u origen étnico de alguna persona asociada a dicho deporte. Algunos también pueden ser atacados debido a su afición con un equipo contrario. Sin embargo, ha habido casos de personas que han sido atacadas por sus propios fanáticos.
El racismo en el fútbol ha sido más estudiado en la Unión Europea y Rusia, aunque se han informado incidentes racistas en otras partes del mundo. En respuesta a estos hechos en los partidos de fútbol, en mayo de 2013, la FIFA, el organismo rector internacional del fútbol profesional, anunció nuevas medidas para hacer frente al racismo en este deporte.
Este tema ha sido ampliamente cubierto por los medios de comunicación y los estudios académicos.

## Respuestas institucionales
En octubre de 2018, Antonio Rüdiger, víctima de insultos racistas, declaró que las autoridades debían hacer más para lidiar con el racismo en el deporte.
En abril de 2019, el presidente de la UEFA, Aleksander Ceferin, dijo que los árbitros deberían detener los partidos si ocurre un incidente racista, mientras que el presidente de la FIFA, Gianni Infantino, pidió "sanciones severas" para hacer frente al racismo en el deporte.
En abril de 2019, Raheem Sterling pidió que el abuso racista fuera castigado con una deducción automática de nueve puntos para los clubes, en lugar de imponer multas a las personas que cometen directamente el abuso.
En abril de 2019, la Asociación de Futbolistas Profesionales lanzó una campaña en las redes sociales para oponerse al abuso racial pidiendo a las organizaciones de redes sociales y a las autoridades deportivas que tomen medidas contra el racismo.
En noviembre de 2019, Leon Balogun dijo que debía haber una respuesta colectiva de los jugadores al racismo.

## Europa

### España
El Espanyol suspendió a 12 aficionados después de que se identificara que habían sometido al jugador del Athletic Club Iñaki Williams a abusos racistas en un partido en enero de 2020. El 4 de abril de 2021, los jugadores del Valencia C. F. abandonaron el terreno de juego durante un partido de La Liga contra el Cádiz C. F. después de que su jugador, Mouctar Diakhaby, fuera presuntamente sometido a abusos racistas.